# 杜茂
杜 茂（と も / と ぼう、? - 43年）は、後漢の武将。字は諸公（しょこう）。南陽郡冠軍県（河南省鄧州市）の人（『後漢書』列伝12・本伝）。光武帝の功臣であり、雲台二十八将の第20位に序せられる（『後漢書』列伝12）。

## 事跡
| 姓名           | 杜茂                                                         |
| 時代           | 新代 - 後漢時代                                              |
| 生没年         | 生年不詳 - 43年（建武19年）                                  |
| 字・別号       | 諸公（字）                                                   |
| 本貫・出身地等 | 荊州南陽郡冠軍県                                             |
| 職官           | 中堅将軍〔劉秀〕→大将軍〔後漢〕 →驃騎大将軍〔後漢〕          |
| 爵位・号等     | 楽郷侯〔後漢〕→苦陘侯〔後漢〕 →脩侯〔後漢〕→参蘧郷侯〔後漢〕 |
| 陣営・所属等   | 劉秀（光武帝）                                               |
| 家族・一族     | 子：杜元                                                     |

劉秀の河北攻略に合流し、中堅将軍として従軍した。建武元年（25年）、劉秀の即位とともに大将軍を拝命し、楽郷侯に封ぜられた。河北の農民反乱集団の五校を真定で討った。建武2年（26年）、代わって苦陘侯に封ぜられた。中郎将王梁とともに五校を撃ち、大将三十数人を降した。
建武3年（27年）、驃騎大将軍を拝命し、沛郡を撃ち、芒を抜いた。
建武5年（29年）、捕虜将軍馬武を率いて山東の劉永の残党の佼彊を破った。
建武7年（31年）、山西の晋陽・広武に屯田して匈奴の侵入に備えた。
建武9年（33年）、雁門太守郭涼とともに盧芳の部将の尹由を撃ったが、盧芳配下の賈覧が匈奴の騎兵一万余を率いて援護したために敗れた。当時、盧芳は高柳（山西省大同市陽高県）に拠り、匈奴と連合してしばしば北辺の民を掠めていた。
建武12年（36年）、光武帝は免罪された刑徒を杜茂に属させて北辺の守備に充て、警備兵を徴して防塁の築造・狼煙台の補修をさせ、委輸（輸送担当者）を徴し車列を連ねて金帛・繒絮（きぬわた）を北辺へ運搬させ、兵士や民に下賜した。郭涼が盧芳配下の諸将を降し、盧芳は匈奴に逃れた。
建武13年（37年）、食邑を加増され、脩侯に封ぜられた。
建武15年（39年）、糧食・戎装を横領し、部下に人を殺させた罪で免官され、食邑を減らされた。参蘧郷侯に封ぜられた。
建武19年（43年）、逝去した。